# Alberto González (1922)
Alberto González, soprannominato Gonzalito (30 novembre 1921 – 21 agosto 2003), è stato un calciatore paraguaiano, di ruolo difensore.

## Carriera
Prese parte con la Nazionale paraguaiana al Campeonato sudamericano del 1949 e ai Mondiali del 1950.